# Cryphia ereptriculoides
Cryphia ereptriculoides là một loài bướm đêm trong họ Noctuidae.